# Oskar Anderson (Konjunkturforscher)
Oskar Anderson, auch Oskar Anderson jun., (* 1922 in Budapest; † 13. März 2006) war ein deutscher Ökonom und Statistiker. 

## Leben
Oskar Anderson wurde in Budapest als Sohn des gleichnamigen Statistikers Oskar Anderson (1887–1960), der ab 1947 in München lehrte, geboren. Seine Kindheit und Jugend verbrachte er in Bulgarien, wohin seine Familie 1924 umsiedelte, nachdem sein Vater einen Ruf an die Wirtschaftsuniversität Varna erhalten hatte. 1942 siedelte seine Familie nach Deutschland um. Er studierte zunächst an der Universität Kiel, später an der Universität München. Im Jahr 1951 schloss er das Studium der Nationalökonomie als Diplom-Volkswirt ab. 
Von 1954 bis 1960 leitete er eine Forschungsgruppe am Ifo-Institut in München.
Nach der Promotion im Jahr 1957 und der Habilitation im Jahr 1960, jeweils an der Universität München, nahm er 1962 einen Ruf auf einen Lehrstuhl für Statistik an der Universität Mannheim an. 1970 folgte er einem Ruf an die Universität München auf einen Lehrstuhl für Statistik, wo er bis zu seiner Emeritierung im Jahr 1988 lehrte.
Sein Hauptarbeitsgebiet war die Konjunkturforschung, wobei er maßgeblich an der Entwicklung des Konjunkturtests des Ifo-Instituts beteiligt war.

## Schriften (Auswahl)
- Mit Werner Popp, Manfred Schaffranek, Horst Stenger, Klaus Szameitat: Grundlagen der Statistik – Amtliche Statistik und beschreibende Methoden (= Heidelberger Taschenbücher. Band 195). 2. Auflage. Springer, Berlin / Heidelberg 1988, ISBN 978-3-540-18689-2, doi:10.1007/978-3-642-86898-6 (E-Book-ISBN 978-3-642-86898-6).
- Mit Werner Popp, Manfred Schaffranek, Dieter Steinmetz, Horst Stenger: Schätzen und Testen – Eine Einführung in Wahrscheinlichkeitsrechnung und schließende Statistik. 2. Auflage. Springer, Berlin / Heidelberg 1988, ISBN 978-3-540-62875-0, doi:10.1007/978-3-642-59162-4 (E-Book-ISBN 978-3-642-59162-4).
- Statistik in unserer Zeit – Festschrift für Hans Kellerer. In: Oskar Anderson (Hrsg.): Metrika. Band 6, Nr. 1, 1963.
- Mit R. K. Bauer: Zur verteilungsfreien Ableitung der Streuung von Regressionskoeffizienten ohne Voraussetzung der Nullhypothese. In: Metrika. Band 6, Nr. 1, 1963, S. 10–17, doi:10.1007/BF02613350 (Teil von Statistik in unserer Zeit – Festschrift für Hans Kellerer).
- Probleme der statistischen Methodenlehre in den Sozialwissenschaften. 4. Auflage. Physica-Verlag, Würzburg 1962, DNB 450077845.
- Das Konjunkturtest-Verfahren und sein Beitrag zur  Untersuchung der ex ante-ex post-Problematik. München 1960, DNB 480798915 (Hochschulschrift, Staatswirtschaft. Fakultät, Diss. v. 18. Juli 1958).